# Endre Nemes

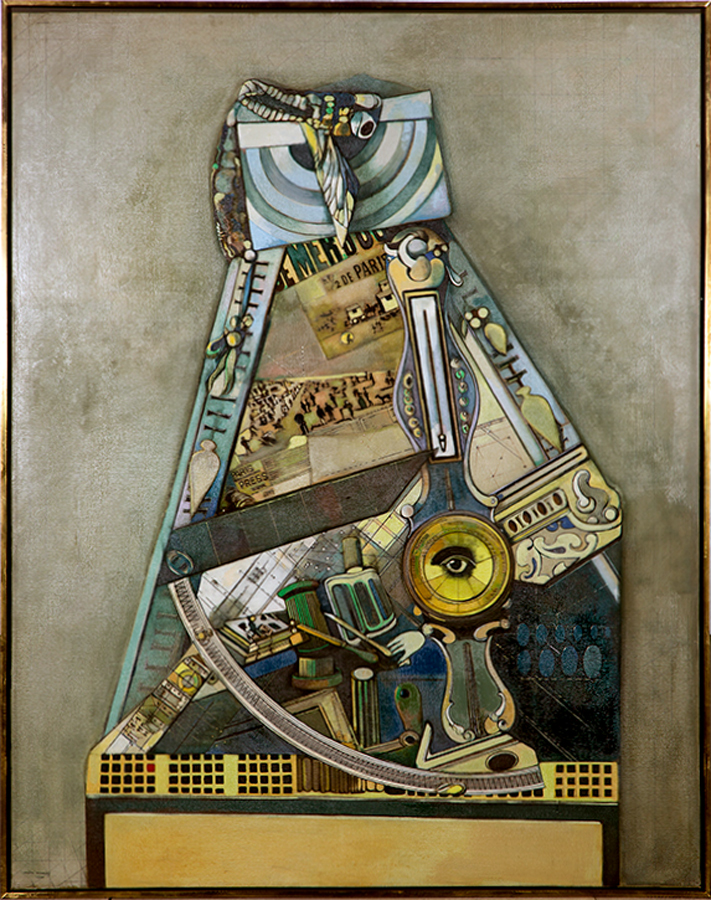
Endre Nemes, Postcard from Deauville, 1970–1977

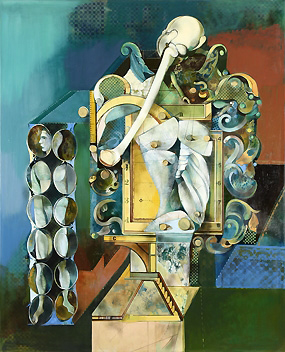
Endre Nemes, Encounter with the Baroque, 1968–1979

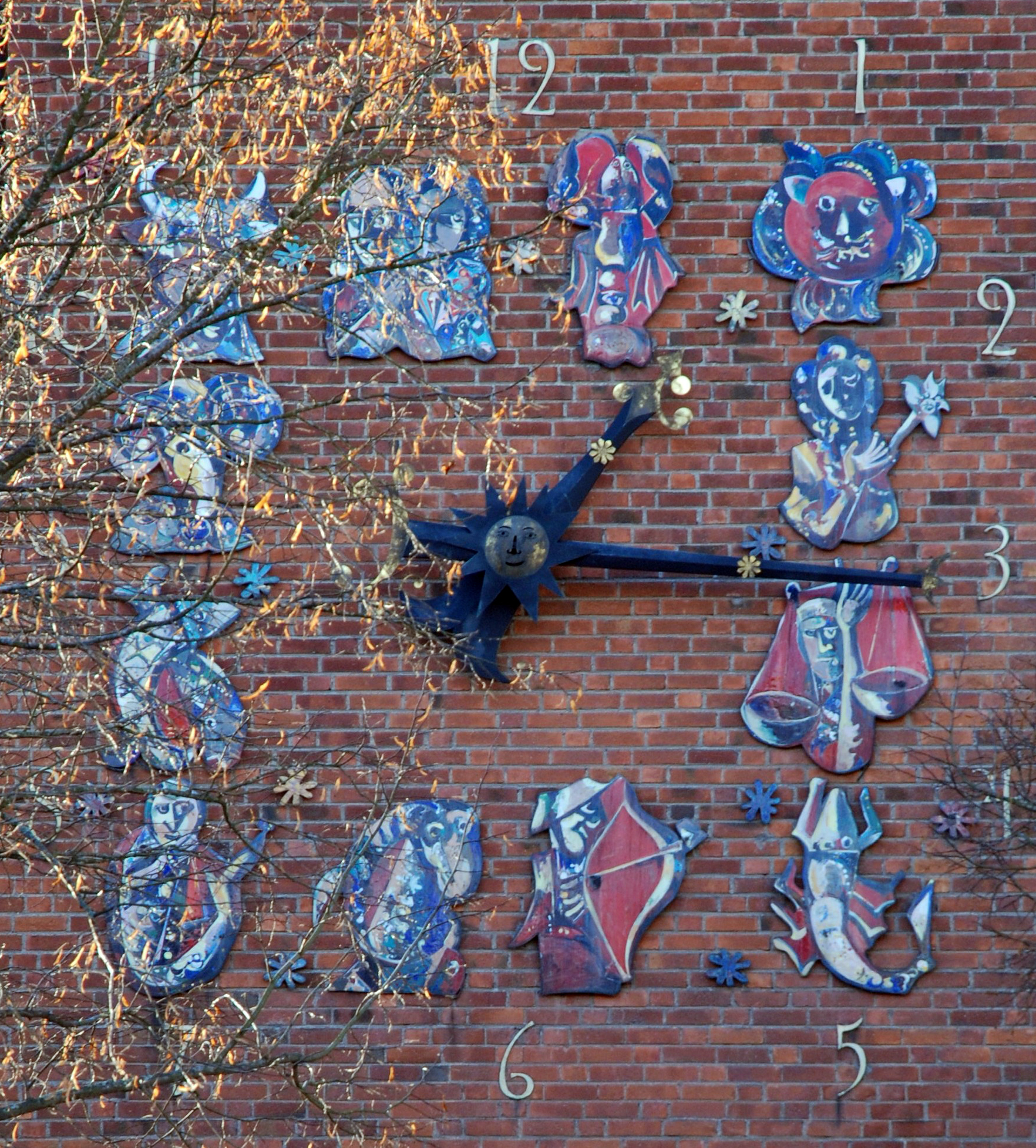
Endre Nemes: Zodiak Clock (1950), emalia, Västertorp

Endre Nemes, właśc. Endre Nágel (ur. 10 listopada 1909 w Pécsváradzie, zm. 22 września 1985 w Sztokholmie) – szwedzki artysta wizualny pochodzenia węgierskiego.
Często uważany za przedstawiciela surrealizmu, choć jego malarstwo opiera się głównie na tradycji ekspresjonistycznej. Pod koniec życia odszedł od surrealizmu w stronę abstrakcji lirycznej.

## Życiorys
Urodził się jako Endre Nágel w Pécsváradzie na południu Węgier, w rodzinie o żydowskich korzeniach. Wychowywał się w niewielkiej miejscowości  Igló, leżącej wówczas w Monarchii Austro-Węgierskiej (teraz Nowa Wieś Spiska we wschodniej Słowacji), dokąd przeprowadzili się jego rodzice. W 1928 zmienił swoje nazwisko na Nemes.
W 1927 spędził kilka miesięcy w Wiedniu, gdzie zaczął studiować filozofię, ale zrezygnował i wstąpił do Praskiej Akademii Sztuk Pięknych. Spotkał tam Petera Weissa i Bernarda Redera oraz współpracował z Jakubem Bauernfreundem, którego prace były wystawiane razem z pracami Nemesa podczas jego pierwszej wystawy, która miała miejsce w Dr. Feigl Gallery w Pradze w 1936. Uczestniczył także w wystawach organizowanych przez Prager Secession, będącą praskim stowarzyszeniem niemieckojęzycznych artystów wizualnych, działającym w latach 1928–1937.
Jesienią 1938 wobec narastającego zagrożenia wojną Nemes wyemigrował do Helsinek, następnie podróżował przez Finlandię i Norwegię, by w 1940 osiedlić się ostatecznie w Szwecji. W 1941 miał w Sztokholmie swoją pierwszą indywidualną wystawę. Wystawiał też swoje prace w Masshallen na wzgórzu Brunkeberg.
Po wojnie w 1948 uzyskał obywatelstwo szwedzkie. W latach 1947–1955 pełnił funkcję dyrektora Valand Academy, szkoły artystycznej działającej w ramach Uniwersytetu w Göteborgu. Projektował także kostiumy i dekoracje na zamówienie opery i teatru miejskiego. W jego fantazyjnym malarstwie często pojawiały się zegary i postaci arlekinów.
Nemes stał się znany dzięki kilku wielkoformatowym pracom umieszczonym w przestrzeni publicznej. Jako pierwszy w Szwecji zastosował emalię w elewacji zewnętrznej, np. w budynku administracji miejskiej w Alafors oraz w miejskim zegarze Zodiak Clock w centrum Västertorp.
Razem z Maxem Walterem Svanbergem, C.O. Hulténem, Adją Yunkersem i Carlem O. Svenssonem Nemes założył grupę „Minotaur”. Pod koniec lat 50. wystawiał w Zurychu i Fryburgu Bryzgowijskim. Miał także wystawy retrospektywne w Lund, Pradze i Salzburgu oraz znaczącą wystawę w Drian Galleries w Londynie.
W 1965 otrzymał od rządu szwedzkiego stypendium. W 1980 został nagrodzony Prince Eugen Medal, a w 1984 otrzymał tytuł doktora honoris causa Uniwersytetu w Göteborgu.
Dla Första Sparbanken w Sztokholmie zaprojektował 3 ogromne gobeliny, które zostały wykonane w 1980 w Jindřichůvie Hradcu, oraz dwa następne dla głównej siedziby Volvo w Göteborgu, ukończone w 1985.
Prace Endre Nemesa są eksponowane na całym świecie, m.in. w Moderna Museet w Sztokholmie, Philadelphia Museum of Art, Brooklyn Museum, Słowackiej Galerii Narodowej w Bratysławie, Ferenc Martyn Museum w Peczu, Ystads konstmuseum oraz w szwedzkiej gminie Härryda, posiadającej bardzo dużą kolekcję jego prac.
W 2012 Stockholms Auktionsverk sprzedał na aukcji sztuki ponad 400 obrazów Endre Nemesa, które powstawały od lat 20. do jego śmierci w 1985. Ceny uzyskane wówczas ze sprzedaży jego prac przeniosły ich wartość na zupełnie nowy poziom cenowy. Trzykrotnie został pobity światowy rekord sprzedaży prac artysty. Still Life with Animal Mask and Plastic Head z 1936 sprzedano za 704 tys. koron, The Dream of the White Horse za 674 tys. koron, a The Great Parade – za 661 tys. koron. Były to najwyższe jak dotąd ceny uzyskane za obrazy Endre Nemesa na światowym rynku sztuki.

## Odznaczenia
- Medal Księcia Eugeniusza (1980)[6]